# Plusiodonta wahlbergi
Plusiodonta wahlbergi là một loài bướm đêm trong họ Noctuidae.